# Preseško jezero
Preseško jezero ali tudi Pazrijsko jezero (po bližnjih vaseh Preseka in Pazrije (nemško Pressegger See) je jezero v Spodnji Ziljski dolini vzhodno od Šmohorja. S površino 55 ha je deveto največje jezero na avstrijskem Koroškem. Zanhj je značilna velika površina trstičevja.

## Geografija
Preseško jezero se nahaja v stranski kotlini Ziljske doline, ki je nastala v ledeni dobi. Predstavlja ostanek dokaj večjega jezera iz časa po ledeniški dobi, ki se je zmanjšalo z okopnenjem in nasipavanjem. Severno od jezera se nahaja gorska veriga Negala (nem. Spitzegelgruppe). Na jugozahodu se nahaja greben filita na območju vasi Guggenberg in Brda na Zilji, ki ga sestavlja skrilavec kristalinskega izvora.
Ima polkroglo obliko z dokaj enakomerno obalo. Podvodno pobočje na zahodu, severu in vzhodu je plitvo, le na jugu pada ostreje. Dno jezera je ravno, le številni izvori tvorijo lijake. Srednja globina jezera je 3,4 m in le sedmina jezera je globlja od 6 m, izvorni lijaki pa so globoki tudi do 13 m.
Na zahodu in vzhodu obdaja jezero naravno trstičevje, ki so ga na severu in jugu nadomestile kulturne površine in kopališča.

## Hidrologija in ekologija
Za Preseško jezero je značilna visoka stopnja apna v vodi. Trdota vode je okoli 10 °dH. Koncentracija kalcija je okoli 50 mg/l. Njegova pH-vrednost znaša med 8 in 9.
Dejstvo, da je jezero dokaj plitvo, in delovanje sonca razlagata, da se jezero zgodaj poleti dokaj hitro segreje na temperature med 22 in 24 °C. V globini med 5 in 8 m se nahaja mejna plast, pod katero temperatura vode hitro pada. Globinska voda ima temperaturo okoli 10 °C.
Dve tretjini pritoka jezera zagotavlja potok Bela (Vellach) (0,7 m³/s) in nekaj manjših drugih pritokov, tretjino pa talna voda (okoli 0,5 m³/s). Zaradi velikega pritoka se voda v jezeru zamenja le v 20 dneh. Voda iz jezera odteka skozi Preseško Jezernico v Ziljo.
Izvori v obliki lijakov so posledica nasipov potoka Bele, ki segajo do jezera. Nahajajo se na talni ledenodobni moreni, ki je za vodo nepropustna in jo pokrivajo glinasti sedimenti. Med obema plastema je zajeta gorska voda, ki izstopa v podvodnih izvorih.
Visoki pretok vode je preprečil, da bi prišlo v 1960. in 1970. letih do evtrofikacije, saj ni prišlo do ekstremne obremenitve s hranilnimi snovmi in tako tudi ne do cvetenja alg. Koncentracija fosforja v površinskih vodah je narasla na dvojno vrednost pod 10 µg/l in največja gostota alg je bila 2,5 g/m³. Evtrofikacija je bila najvišja v letih 1983 in 1984, kar je malo v primerjavi z drugimi koroškimi jezeri. Izgradnja kanalizacije leta 1969 je znatno izboljšala kakovost vode, tako da zdaj velja voda jezera za pitno. Leta 1999 je bila koncentracija fosforja pod 5 µg/l, biomasa alg pa 0,3 g/m³. Globinska vidljivost je 5 do 6 m in sega tako na mnogih delih do dna jezera.
Pozna posledica vnosa hranilnih snovi v 60ih in 70ih letih 20. stoletja je bila, da je, potem ko se je voda spet zbistrila, prišlo do pospešene rasti podvodnih rastlin, katerim koristita tako sonce, ki sega do dna, kot tudi hranilne snovi. Tako je prišlo do motenja kopanja. V 90. letih 20. stoletja so zato s posebnimi stroji odstranili talno blato ob severni in južni obali. Zdaj rastlinje redno odstranjujejo z (pod-)vodno koslinico na čolnu.

### Rastlinstvo in živalstvo
Zaradi manjše globine rastejo na veliki površini vodne rastline: smrečica (Hippuris vulgaris), rumeni lokvanj (Nuphar lutea) in alge parožnice (Charophyceae).
Zaradi nizke stopnje vnosa hranilnih snovi in visokega pretoka je raven fitoplanktona dokaj nizka. Prevladujejo kremenčaste alge (Bacillariophyta) . Druga skupina so t. i. »zlate alge« (Chrysophyta), ki so značilne za čista in hladna vodovja in se zlasti razvijajo spomladi in avgusta.
Na Preseškem jezeru je največje koroško nahajališče navadnega trsta (Phragmites australis), ki zraste do 3 m visoko. Poleg trsja najdemo še druge cevaste rastline, kot sta sitec (Schoenoplectus lacustris) in v manjši meri ločkovka Cladium mariscus. Proti kopnu rasteta šaš in črna jelša. Značilne rastline na prehodnih območjih so togi šaš (Carex elata), Menyanthes trifoliata, Peucedanum palustre, Lysimachia vulgaris in Lythrum salicaria. Orhideja, ki je postala dokaj redka v srednji Evropi, loeselova grezovka (Liparis loeselii), raste v barju.
Močvirski gozd okoli jezera sestavljajo izključno črne jelše. Na območju odtoka najdemo dodatno sivo jelšo (Alnus incana), ki je le redka na Koroškem. Poleg močvirnatega gozda se nahajajo vlažni travniki, ki so dom redkim rastlinam in bili nekoč pomembni za ziljsko konjerejo.
Zooplankton sestavljajo razne vrste. Pogosti so kotačniki Polyarthra vulgaris, Gastropus stylifer, Ascomorpha ovalis in Asplanchna priodonta; redkejši so Keratella cochlearis, Kellicottia longispina, Ploesoma truncatum in Hexarthra mira. Najbolj pogosti predstavnik ceponožcev je Eudiaptomus graciloides, redkejši so plenilski Cyclops bohater in Eucyclops serrulatus. V jezeru živi šest vrst rakcev iz skupine Branchiopoda, med njimi Daphnia hyalina.
Značilne ptice, ki so vezane na trsje, so srpična trstnica, trstni strnad in mala bobnarica oz. čapljica. Tipične vodne ptice so raca mlakarica, črna liska in čopasti ponirek. Manj opazni zaradi skrivanja v trstičevju so zelenonoga tukalica, mali ponirek in mokož. Zadnji podatek o gnezditvi grahaste tukalice je iz leta 1976. Redkejša gnezdilca sta še škrlatec in rumena pastirica.
Na Koroškem ogrožena vrsta kačjega pastirja je popotni porečnik (Gomphus vulgatissimus). V šašju in trstičevju najdemo tudi polža vrste Vertigo moulinsiana, ki ima tu svoje najbolj zahodno bivališče na Koroškem.
V jezeru živijo sledeče ribe: ščuka, som, klen, pezdirek, ploščič, krap, zelenika, rdečeoka, rdečeperka, linj, ostriž in smuč. Potočni rak (Astacus astacus) je pogost pri pritoku in pri odtoku jezera. V odtoku so najbolj pogoste ribe krap, rdečeoka, klen in som. Zaradi raznolikosti struktur je ogromno rib (do približno 9000 kg/ha).

## Gospodarstvo
Preseško jezero je priljubljeno kot dokaj toplo jezero za kopanje. Turizem se začenja okoli leta 1890, toda prvotno se je dokaj počasi razvijal zaradi geografske odmaknjenosti Ziljske doline. Dokaj kmalu so letoviščarji odkrili jezero in Šmohor. Po prvi svetovni vojni se je število turistov povečalo in tako je leta 1932 občina Moše (danes del Šmohorja)  ustanovila kraj ob Preseškem jezeru, ki je danes poleg vasi Sonnleitn in Mokrine tretja vas, ki je bila ustanovljena zaradi turizma. Turizem se je posebno razvil v 50. letih dvajsetega stoletja, v času visoke gospodarske rasti. V tem času sta bila ustanovljena tudi dva kampa. Leta 1967 je bilo ustanovljeno mestno kopališče, ki je bilo leta 1992 obnovljeno in preurejeno v prvi koroški park doživetij z vodnim toboganom in napravo Luna Loop.
Dovoljenje za ribolov ima domača ribiška družina, ki lovi krape, linje, ščuke in some. Pri odtoku ima druga družina pravico ribolova.
Dokler ni prišlo do pojava kuge pri rakih, je bil gospodarsko pomemben tudi lov na potočne rake. Rake so prodajali na trgih v Beljaku in Celovcu ter celo na Dunaju, kamor so jih pošiljali z vlakom.

## Krajinsko varstveno območje
Leta 1970 je bilo jezero z okoliškim ozemljem razglašeno za krajinsko varstveno območje (deželna zakona štev. 89/1970 in štev. 62/1983). Obsega 416 ha.

## Kulturna zgodovina
Preseško ali Pazrijsko jezero je pomembno tudi za slovensko kulturno zgodovino, zlasti so se v njegovi bližini rodili številni znameniti Slovenci in kulturni aktivisti ter je v njegovi okolici čvrsto zaživelo slovensko zadružništvo in organizirano prosvetno delo. Tudi cerkveni jezik je bil za časa monarhije slovenski, prav tako kot še v medvojnem času.
V bližnih Melvičah kakor tudi v Brdu pri Šmohorju sta delovali slovenski prosvetni društvi ter zadrugi. Februarja 1903 je bilo v Brdu na Zilji ustanovljeno Katoliško slovensko izobraževalno društvo Brdo. Istega leta je bila ustanovljena Hranilnica in posojilnica v Št. Jurju na Zili. Leta 1910 je bilo v Melvičah ustanovljeno Katoliško slovensko izobraževalno društvo Melviče.

### Znameniti Slovenci z okolice Preseškega jezera
V Vitenčah ob Preseškem jezeru se je leta 1809 rodil narodni prebuditelj, etnolog in duhovnik Matija Majar Ziljski.
V Mostah je rojen državno- in deželnozborski poslanec Franc Grafenauer (1860-1935). Ivan Grafenauer, znameniti slovenski jezikoslovec in literarni zgodovinar, se je rodil v Veliki vasi leta 1880.  V Dolu pri Brdu pri Šmohorju se je leta 1894 rodil narodopisec Vinko Möderndorfer, leta 1894 pa še skladatelj Anton Jobst. V Melvičah se je leta 1895 rodil znameniti Julij Felaher.